# Стадион Раул Илиџ
Стадион Раул Илиџ (енгл. Raoul Illidge Sports Complex) је вишенаменски стадион у Филипсбургу, Свети Мартин. Користи се углавном за фудбалске утакмице. Стадион прима 3.000 људи. Стадион се налази на холандској страни острва Сент Мартин.

## Историја
Фудбалска репрезентација Синт Мартена своје домаће утакмице игра на стадиону који има капацитет од 3.000 гледалаца. Назван је по Раулу Илиџу, локалном филантропу који је поставио темеље и покрио многе трошкове у планирању стадиона као део његове подршке спорту и култури на острву. Дао је скоро 800.000 фунти за пројекат. Након што је пропао, комплекс је привремено затворен ради реновирања у јулу 2013. Дводелна реновација је укључивала постављање нове стазе за трчање, система за одводњавање и вештачку траву, фарбање стубова за расвету и постављање нових, светлијих расвете, поред тога. на реновирање зграда комплекса. Трошкове реновирања финансирали су холандска финансијска агенција Усона и влада Синт Мартена. Међународни спортски парк је званично поново отворен церемонијом пресецања врпце од стране премијерке Саре Вескот-Вилијамс и министарке образовања, културе, омладине и спорта Патрише Лоренс-Филип 7. марта 2014. године.